# Јасмин Репеша
Јасмин Репеша (Чапљина, 1. јун 1961) хрватски је кошаркашки тренер и бивши кошаркаш.
Репеша је освојио бројна клупска такмичења током тренерске каријере. Био је успешан као играч током јуниорске каријере, док је професионалну каријеру провео у КК Чапљина.

## Биографија
Играчку каријеру провео је у босанскохерцеговачкој Чапљини с тим да је од 1986. до 1988. године уједно био и тренер. Од 1990. године постаје помоћни тренер у КК Загреб одакле прелази у Цибону у којој је био помоћник првом тренеру Александру Петровићу (1992. - 1994). Самосталну тренерску каријеру започео је 1995. у загребачкој Дони одакле прелази у Цибону где остаје две сезоне. Потом 1997. прелази у турски Тофаш. У Турској је провео три сезоне и враћа се натраг у Хрватску, тачније у КК Сплит. Касније је тренирао пољски Шлонск Вроцлав, Цибону, италијанске клубове Фортитудо, Рому и Бенетон Тревизо. Након тога следи његов трећи долазак у Цибону са којом осваја титулу првака Хрватске, иако је клуб у то време био у великим проблемима и имао поприлично младу и неискусну екипу. Након успеха са Цибоном, поново одлази у иностранство и то у Шпанију, преузевши Уникаху из Малаге. Након једне сезоне у којој нису испуњена очекивања, Репеша одлази из Шпаније и опет се враћа у Хрватску где постаје тренер загребачке Цедевите. Репеша је Цедевиту водио наредне две сезоне и одвео је до два финала АБА лиге, те до две дупле круне у Хрватској. У јуну 2015. је постао тренер Олимпије из Милана. Са њима је провео наредне две сезоне у којима је освојио једно Првенство, два Купа и један Суперкуп Италије.
Јасмин Репеша био је селектор кошаркашке репрезентације Хрватске од 2005. до 2009. године, а на селекторску клупу поново је сео 2012. године. Са Хрватском кошаркашком репрезентацијом три пута је дошао до четвртфинала Евробаскета с тим да је на Евробаскету 2013. у Словенији увео Хрватску у полуфинале а у коначном пласману освојио 4. место што је био најбољи резултат Хрватске кошаркашке репрезентације још од 1995. године и европске бронзе у Атини.

## Тренерски успеси

### Клупски
- Цибона:
  - Првенство Хрватске (4): 1995/96, 1996/97, 2001/02, 2011/12.
  - Куп Хрватске (2): 1996, 2002.
- Тофаш:
  - Првенство Турске (2): 1998/99, 1999/00.
  - Куп Турске (2): 1999, 2000.
- Фортитудо Болоња:
  - Првенство Италије (1): 2004/05.
  - Суперкуп Италије (1): 2005.
- Цедевита:
  - Првенство Хрватске (2): 2013/14, 2014/15.
  - Куп Хрватске (2): 2014, 2015.
- Олимпија Милано:
  - Првенство Италије (1): 2015/16.
  - Куп Италије (2): 2016, 2017.
  - Суперкуп Италије (1): 2016.
- Будућност:
  - Куп Црне Горе (1): 2019.